# Étienne Bézout
Étienne Bézout (Nemours, Seine-et-Marne megye, 1730. március 31. – Avon, 1783. szeptember 28.) francia matematikus.
Számtalan apró írása mellett kiadott egy könyvet 1779-ben Párizsban Théorie générale des équations algébriques címmel. A könyv új és értékes anyagokat tartalmazott az elimináció elmélete és a szimmetrikus függvények terén. Használt determinánst a Histoire de l’académie royale egy oldalán 1764, de nem lett belőle elmélet.